# Pär-Arne Jigenius

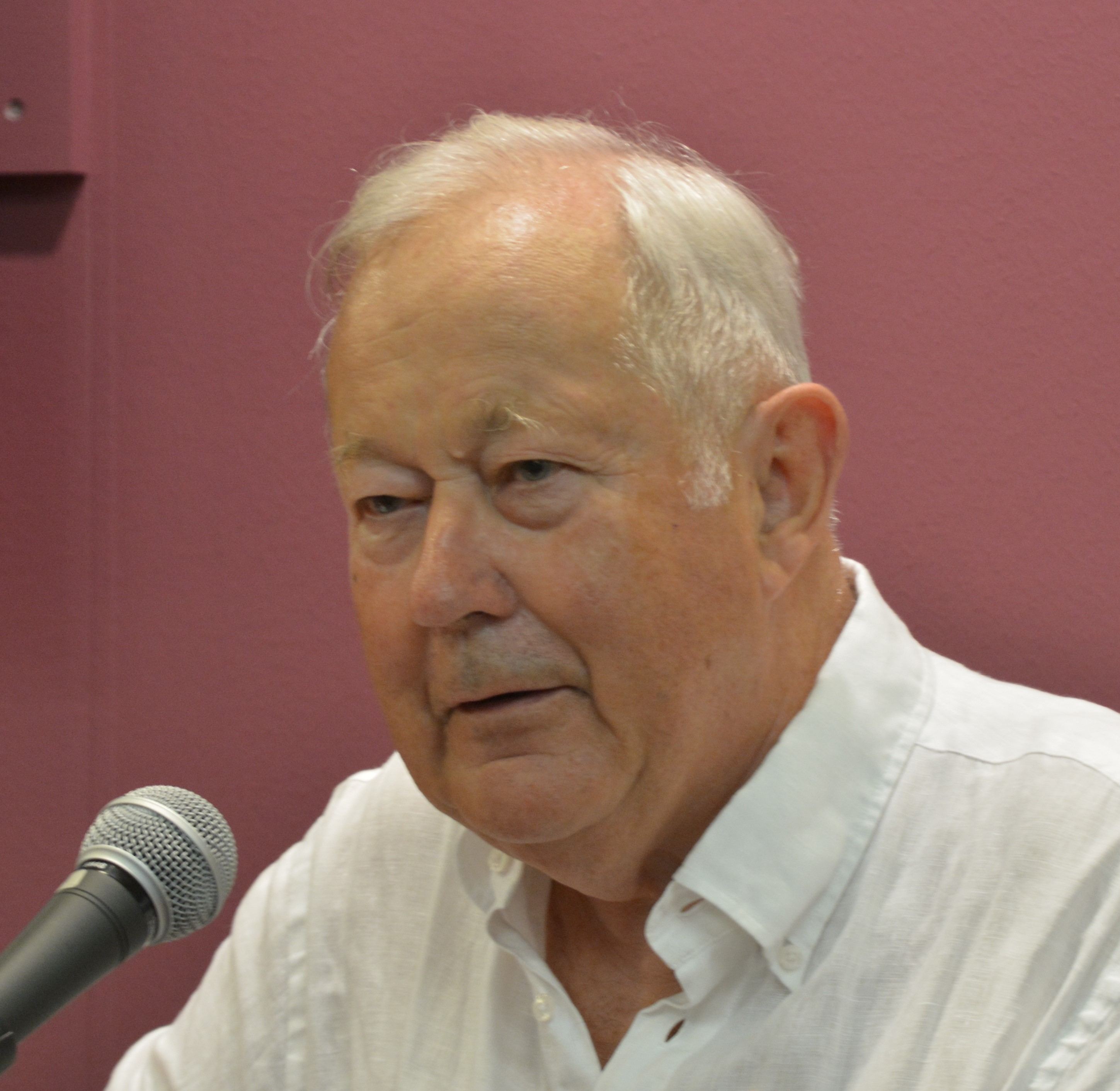
Pär-Arne Jigenius

Pär-Arne Jigenius, född 22 augusti 1942 i Göteborg, är en svensk journalist, författare, debattör och före detta pressombudsman. Han är son till tullöveruppsyningsman Arne Johansson Jigenius och Aina, född Bremer. Han är sedan 15 juni 1968 gift med civilekonom Elisabeth Riegnell.
Jigenius tog studenten vid Vasa högre allmänna läroverk 1962, blev civilekonom vid Handelshögskolan i Göteborg 1970 och studerade journalistik och statskunskap vid George Washington university i Washington DC. Han blev därefter marknadsanalytiker på AB Volvo 1966-67, medarbetare på Göteborgs Handels- och Sjöfartstidning 1967, 2:e redaktör och ställföreträdande ansvarig utgivare där 1970-72, redaktionschef på Göteborgs-Tidningen 1972-89 samt ansvarig utgivare där 1973-89. Åren 1990-1993 var Jigenius chefredaktör (ledare, debatt och kultur) och ansvarig utgivare för Göteborgs-Posten. Han var allmänhetens pressombudsman 1993-2000. 
Pär-Arne Jigenius var styrelseledamot i Svenska tidningsutgivarnas förening 1985-93, vid linjenämnden Journalisthögskolan i Göteborg, vid Göteborgs-Postens nya AB 1985-93, i VA-nämnden i Göteborg, i styrelsen för Liseberg AB och i Svenska mässan.
Pär-Arne Jigenius har skrivit böckerna Dagspress och religion (1999) och Ansvarige utgivaren: diktator eller syndabock? (2008). Han använde signaturen Jigg.